# Саратанское сельское поселение
Саратанское се́льское поселе́ние — муниципальное образование в Улаганском муниципальном районе Республики Алтай Российской Федерации.
Административный центр — село Саратан.

## История
Статус и границы сельского поселения установлены Законом Республики Алтай от 13 января 2005 года № 10-РЗ «Об образовании муниципальных образований, наделении соответствующим статусом и установлении их границ».

## Население
| 2010 | 2011 | 2012  | 2013 | 2014 | 2015  | 2016 | 2017 | 2018 |
| ---- | ---- | ----- | ---- | ---- | ----- | ---- | ---- | ---- |
| 992  | ↗993 | ↘978  | ↗982 | ↗996 | ↗1012 | ↘996 | ↗997 | ↘994 |
| 2019 | 2020 | 2021  |      |      |       |      |      |      |
| ↘979 | ↗993 | ↗1058 |      |      |       |      |      |      |

## Состав сельского поселения
| № | Населённый пункт | Тип населённого пункта       | Население |
| - | ---------------- | ---------------------------- | --------- |
| 1 | Саратан          | село, административный центр | ↘749      |
| 2 | Язула            | село                         | ↘247      |